# Bőszénfa
Bőszénfa é um município da Hungria, situado no condado de Somogy. Tem 42,95 km² de área e sua população em 2019 foi estimada em 522 habitantes.